# 小倉杏
小倉 杏（おぐら あん、1984年9月29日 - ）は、日本の元AV女優。
12月5日生まれとするプロフィールもある。

## 略歴
2004年に『First』（ビッグモーカル）でAVデビュー。

## 作品

### アダルトビデオ
2004年
- First（1月16日、ビッグモーカル）
- Second Love（2月13日、ビッグモーカル）
- 200GO!GO! Ogura an（3月12日、ビッグモーカル）
- 痴漢バス女子校生（4月2日、TMA）
- わたしのおにいちゃん（5月7日、TMA）
- 恥ずかしいコト。（7月6日、アウダースジャパン）
- 小倉杏のもう一つの夢（7月22日、忠実堂）
- なりきり24時間〜杏の恥丘は世界を救う（8月6日、アウダースジャパン）
- 幼気な家政婦ペット（8月5日、ドリームチケット）
- 霪〜緋色の蝶〜（8月13日、TMA）共演:今井つかさ
- 本能（8月25日、TMA）
- 変態おじさんの遊技場（9月15日、MOODYZ）
- ANGEL HIGH SCHOOL（10月5日、アイデアポケット）
- 陵辱一家・近親相姦 鬼畜義父に犯される娘（10月7日、ヒビノ）
- ズームイン（10月21日、 ジーオーティー）

2005年
- オジコンギャル達は何故オヤジを愛するようになったのか?（4月20日、ホットエンターテイメント）オムニバス作品
- ノーモザイクおまんこ（5月13日、カルマ）他出演:星月まゆら、立花里子
- おんなのこのおなにー 7（5月19日、ディープス）他多数出演
- 顔面コキ（5月19日、甲斐正明事務所（ブリット））共演:田中梨子、愛原ひかる、河合千秋
- 女子校生れず先輩と私65（5月20日、U&K）共演:柚月ひかる
- インモラル天使（5月27日、シネマジック）
- デジタルモザイク Vol.041（7月1日、MOODYZ）
- フェラ娘。（7月21日、ディープス）他共演:菊原まどか　他
- くすぐり悶絶遊び 1（8月26日、U&K）共演:柚月ひかる、他共演:星月まゆら、ふらの愛
- MY ROBOT 2（11月15日、ジェイモデル）他共演:みやび
- 僕、専用。［Z］キミはボクの専属ペット。11（11月25日、ゴーゴーズ）
- Five Doors of lesbian kiss　初回限定版（12月2日、アウダースジャパン）共演:立花里子、速水まな、Aoi.、三上翔子（友情出演）
- キモおやじとコスプレ美少女のベロベロちゅうちゅう（12月10日、グローリークエスト）共演:島田香奈

2006年
- Miss.Child Play 小倉杏に犯されたいMオヤジ（1月18日、グローリークエスト）

他